# Parafia Nawiedzenia Najświętszej Maryi Panny w Smogorzowie
Parafia Nawiedzenia Najświętszej Maryi Panny w Smogorzowie – jedna z 10 parafii rzymskokatolickich dekanatu przysuskiego diecezji radomskiej. 

## Historia

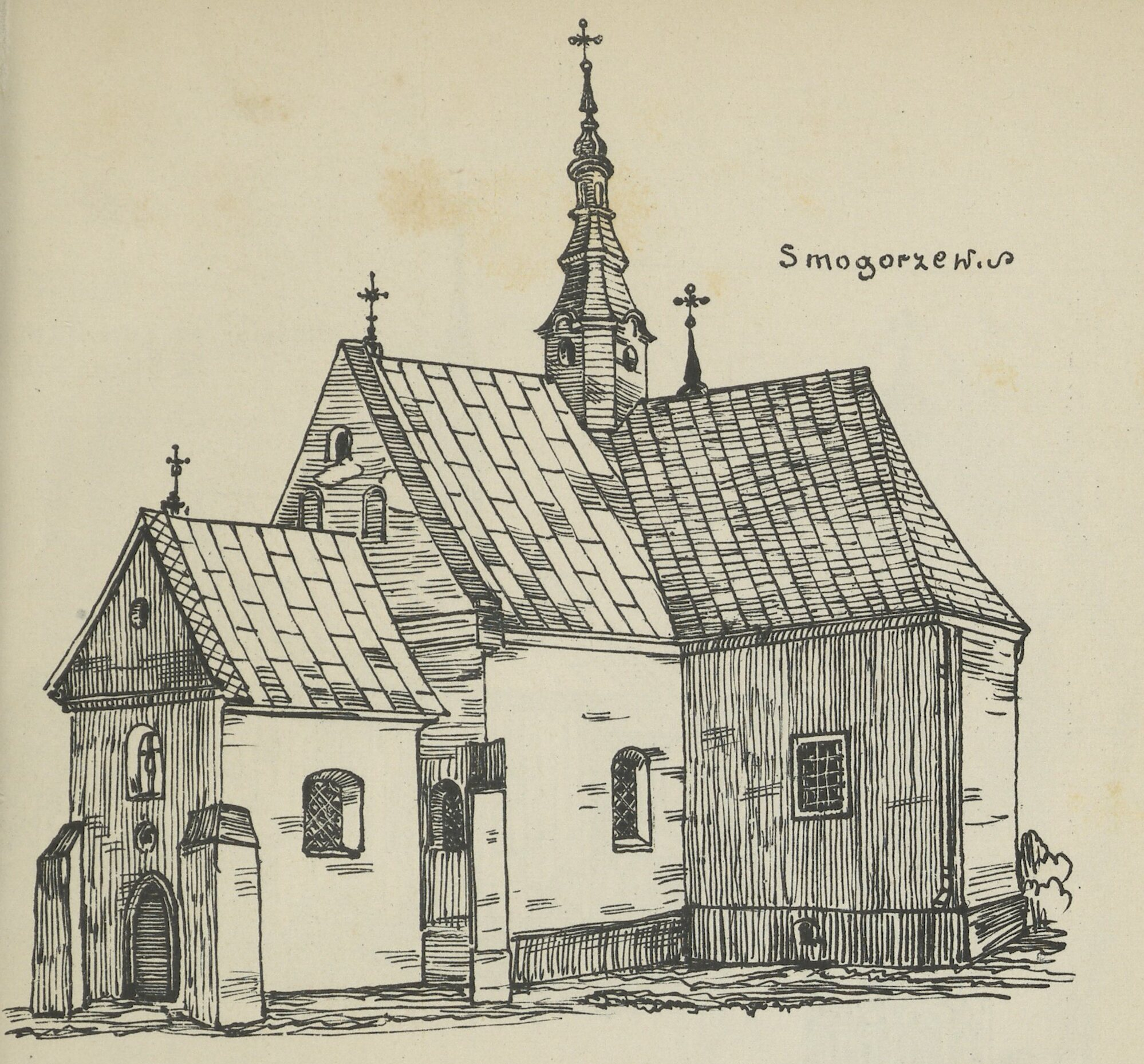
Kościół przed 1913

Smogorzów stanowił własność Duninów. W 1176 zostały nadane dziesięciny cystersom sulejowskim przez arcybiskupa gnieźnieńskiego Piotra. Pierwotny kościół drewniany został zbudowany przez arcybiskupa gnieźnieńskiego Bodzantę. Parafia pw. Nawiedzenia NMP została erygowana przed 1521. Obecny kościół został wzniesiony w połowie XVII w., a konsekrowany w 1710 przez abp. Stanisława Szembeka. Kilkakrotnie świątynia ta była restaurowana. W latach 1912–1918 zakrystia została poszerzona według projektu arch. Jarosława Wojciechowskiego. Kościół jest jednonawowy i orientowany. Na terenie parafii znajduje się Dom Generalny Zgromadzenia Sióstr Służek NMP Niepokalanej oraz szkoły katolickie prowadzone przez siostry (Katolicka Szkoła Podstawowa, Prywatne Gimnazjum i Prywatne Liceum Ogólnokształcące).

## Proboszczowie
- ks. Symforian Paszkiewicz (1948–1969)
- ks. Andrzej Wierzbicki (1970–2005)
- ks. Jacenty Socha (2005–2010)
- ks. Stanisław Kwiatkowski (2010–2025)
- ks. Rafał Grochala (administrator od 2025)

## Zasięg parafii
- Do parafii należą wierni z miejscowości: Gaj, Goździków, Karczówka, Krzesławice, Mariówka, Marysin, Smogorzów, Stoczki, Zawada, Zielonka, Zygmuntów[1].